# 5月7日 (旧暦)
旧暦5月7日（きゅうれきごがつなのか）は、旧暦5月の7日目である。六曜は大安である。

## できごと
- 正慶2年/元弘3年（ユリウス暦1333年6月19日） - 倒幕に転じた足利尊氏の攻撃により京都・六波羅探題が陥落
- 天正10年（グレゴリオ暦1582年5月28日） - 毛利氏征討の豊臣秀吉が備中高松城を包囲し水攻め
- 元和元年（グレゴリオ暦1615年6月3日） - 大坂夏の陣で大坂城天守が炎上
- 元禄16年（グレゴリオ暦1703年6月20日） - 大坂・竹本座で近松門左衛門作の人形浄瑠璃『曽根崎心中』が初演
- 明治5年（グレゴリオ暦1872年6月12日） - 品川駅～横浜駅（現:桜木町駅）間で日本初の鉄道が仮営業を開始

## 誕生日
- 応永9年（ユリウス暦1402年6月7日） - 一条兼良、歌人（+ 1481年）
- 慶長16年（グレゴリオ暦1611年6月30日） - 保科正之、徳川秀忠四男、会津藩主（+ 1673年）
- 享保15年（グレゴリオ暦1730年6月21日） - 本居宣長、国学者（+ 1801年）
- 安政4年（グレゴリオ暦1857年5月29日） - 伊東巳代治、政治家（+ 1934年）

## 忌日
- 260年 - 曹髦、魏の4代皇帝（* 241年）
- 延久5年（ユリウス暦1073年6月15日） - 後三条天皇[1]、71代天皇（* 1034年）
- 応永17年（ユリウス暦1410年6月9日） - 斯波義将、室町幕府管領（* 1350年）
- 元和元年（グレゴリオ暦1615年6月3日） - 真田信繁（幸村）、武将（* 1567年）
- 慶安3年（グレゴリオ暦1650年6月5日） - 徳川義直、初代尾張藩主・徳川家康の九男（* 1600年）